# Figi ai Giochi della XVI Olimpiade
Le Figi hanno partecipato ai Giochi della XVI Olimpiade che si sono svolti a Melbourne dal 22 novembre all'8 dicembre 1956 
con una delegazione di 5 atleti impegnati in 3 discipline,
senza aggiudicarsi medaglie.